# 瓜南比
瓜南比是巴西巴伊亚州的一个市镇。总面积1301.8平方公里，总人口79886人，人口密度61.4人/平方公里。